# Expédition 35 (ISS)
Insigne de la mission
Équipage de l'expédition 35
Chronologie
 Expédition 34 Expédition 36 
L'Expédition 35 fut la trente-cinquième mission de longue-durée à la Station spatiale internationale. L'expédition commença en mars 2013 lorsque l'équipe de l'Expédition 34 quitta la Station spatiale internationale. Cette expédition marqua une étape importante pour le Canada puisque le Colonel Chris Hadfield, membre de l'Agence spatiale canadienne, fut aux commandes de la station. Il s'agit seulement de la deuxième fois, après l'Expédition 21 en 2009 dirigée par Frank De Winne de l'ESA, que la Station spatiale internationale a été dirigée par un astronaute ne provenant ni de la NASA, ni de Roscosmos.

## Équipage
L'équipage de l'Expédition 35 se composait de :
- Chris Hadfield (ASC), le commandant, qui en était à sa troisième mission dans l'espace;
- Thomas Marshburn (NASA), le premier ingénieur de bord, qui en était à sa deuxième mission dans l'espace;
- Roman Romanenko (RSA), le second ingénieur de bord, qui en était à sa deuxième mission dans l'espace;
- Christopher Cassidy (NASA), le troisième ingénieur de bord, qui en était à sa deuxième mission dans l'espace;
- Pavel Vinogradov (RSA), le quatrième ingénieur de bord, qui en était à sa quatrième mission dans l'espace;
- Aleksandr Misurkin (RSA), le cinquième ingénieur de bord, qui en était à sa première mission dans l'espace.

| Position           | Première Partie (mars 2013)           | Seconde Partie (mars 2013 à mai 2013)    |
| ------------------ | ------------------------------------- | ---------------------------------------- |
| Commandant         | Chris Hadfield, CSA 3e vol spatial    | Chris Hadfield, CSA 3e vol spatial       |
| Ingénieur de vol 1 | Thomas Marshburn, NASA 2e vol spatial | Thomas Marshburn, NASA 2e vol spatial    |
| Ingénieur de vol 2 | Roman Romanenko, RKA 2e vol spatial   | Roman Romanenko, RKA 2e vol spatial      |
| Ingénieur de vol 3 |                                       | Christopher Cassidy, NASA 2e vol spatial |
| Ingénieur de vol 4 |                                       | Pavel Vinogradov, RKA 3e vol spatial     |
| Ingénieur de vol 5 |                                       | Aleksandr Misurkin, RKA 1er vol spatial  |

Source
NASA,

## Déroulement de l'expédition
En mai 2013, Chris Hadfield a enregistré Space Oddity de David Bowie de la Station spatiale internationale pour marquer son retour sur Terre et a ainsi contribué à la réalisation du premier clip vidéo dans l'espace.